# Silvia
Silvia – miasto w Kolumbii, w departamencie Cauca.